# Шевлягинский
Шевлягинский — посёлок в Новохопёрском районе Воронежской области России. Входит в состав Новопокровского сельского поселения.

## География
Расположен в 26 километрах к северо-западу от города Новохоперск.

## История
В 1887 году на этом месте была усадьба некоего Шевлягина. В первые годы Советской власти здесь возник посёлок, который получил название Шевлягинский.

## Население
| 2005 | 2010 | 2011 |
| ---- | ---- | ---- |
| 77   | ↘50  | →50  |

## Уличная сеть
- ул. Широкая